# Sølvgrå bøffelbær
Sølvgrå Bøffelbær (Shepherdia argentea) er en løvfældende busk med røde, spiselige bær. Den er hjemmehørende i det centrale og vestlige Nordamerika, fra det sydlige Canada (Alberta, Saskatchewan, Manitoba) til det nordlige Californien, Arizona og Mexico.

## Udseende
S. argentea vokser til mellem 2-6 m. høj. Bladene er ordnet i modsatte par (sjældent arrangeret anderledes), 2-6 cm lange, ovale og grønne, dækket med et fint sølvglinsende silkeagtige hår, mere tykt sølvfarvet nedenunder end foroven. 
Blomsterne er blegt gule. Frugten er i en stærk rød farve og 5 mm i diameter; den er spiselig og har en smule bitter smag. To sorter, Xanthocarpa og Goldeneye sætter gule frugter.

## Hjemsted
Arten er knyttet til lysåbne voksesteder med næringsfattig jordbund i de nordlige dele af USA og det sydlige Canada.Scotts Bluff National Monument er en nationalpark, som ligger i det vestlige Nebraska, USA. Den nærmeste by er Gering. Her findes en egentlig prærie, uvejsomme ødemarker, stejle klippeformationer og frodige dale langs North Platte River. Vegetationen består af nogle få træarter, et højt antal græsarter og en blanding af buske. Her findes arten sammen med bl.a. almindelig solsikke,Asclepias speciosa (en art af silkeplante), askebladet løn, blyantene, blå moskitogræs, gul fyr, guldribs, hvid stenkløver, hvidelm, kalkunfod, liden præriegræs, Opuntia polyacantha (en art af figenkaktus), præriehirse, rødask, Salix exigua (en art af pil), spinkel kambunke, trelappet sumak, trådbynke, virgibsk poppel og Yucca glauca (en art af palmelilje)

## Dyrkning
Ikke sart mht. jordtype, foretrækker sol. Plant fra potter i efteråret. Den kommer tidligt i vækst. Formeres gennem frø og kræver 3 måneders stratificering. Kræver meget lidt vedligeholdelse. Er hårdfør til zone 2 og tolererer delvis skygge. Er ikke selvfertil.

## Anvendelse
Sølvgrå Bøffelbær fungerer godt som levende hegn. Frugterne kan spises.

## Medicinske virkninger
I et studie indsamledes vilde bøffelbær i North Dakota og South Dakota, USA, hvorefter en undersøgelse viste højt indhold af lycopen, en antioxidant der lader til at mindske risikoen for bestemte typer kræft.